# András Mészáros (calciatore)
András Mészáros (Komárno, 29 marzo 1996) è un calciatore slovacco, attaccante dello Slovan Duslo Šaľa.

## Carriera
Ha giocato nella massima serie slovacca.